# Белінда Гокінг
Белінда Гокінг (англ. Belinda Hocking, 14 вересня 1990) — австралійська плавчиня.
Учасниця Олімпійських Ігор 2008, 2012 років.
Призерка Чемпіонату світу з водних видів спорту 2011, 2013 років.
Переможниця Пантихоокеанського чемпіонату з плавання 2014 року, призерка 2010 року.
Переможниця Ігор Співдружності 2014 року.